# Рибњик (Ревуца)
Рибњик (слч. Rybník) насељено је мјесто са административним статусом сеоске општине (слч. obec) у округу Ревуца, у Банскобистричком крају, Словачка Република.

## Становништво
| Година:    | 1994. | 2004.    | 2014.   | 2024.   |
| ---------- | ----- | -------- | ------- | ------- |
| Број људи: | 131   | 161      | 154     | 146     |
| Разлика:   |       | +22,90 % | -4,34 % | -5,19 % |

| Година:    | 2023. | 2024.   |
| ---------- | ----- | ------- |
| Број људи: | 151   | 146     |
| Разлика:   |       | -3,31 % |

Према подацима о броју становника из 2011. године насеље је имало 149 становника.